# Sidney Leslie Goodwin
Sidney Leslie Goodwin (9. září 1910 – 15. dubna 1912) byl devatenáctiměsíčním batoletem, když zahynul během potopení Titanicu. Neznámé tělo vylovil CS Mackay-Bennett a po desetiletí se o něm hovořilo jako o neznámém dítěti. Tělo bylo identifikováno jako Goodwin v roce 2008 v armádních laboratořích. Je jediným členem rodiny, jehož tělo bylo objeveno a později rozpoznáno.

## Externí odkazy

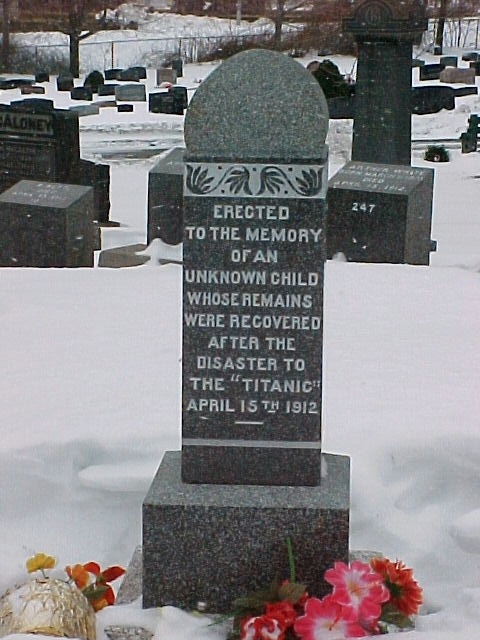
Náhrobek na hřbitově Fairview